# 李強 (政治家)
李 強（り きょう、中国語: 李 强、リー・チャン、1959年7月23日 - ）は、中華人民共和国の政治家。第8代国務院総理、中国共産党中央政治局常務委員会委員。中国共産党での序列は習近平党総書記に次ぐ第2位。元中国共産党上海市委員会の書記。習近平党総書記の側近であり習政権の実力者。

## 経歴

### 生い立ち
1959年7月に浙江省温州市所轄の瑞安県（現瑞安市）で農民の家庭に生まれ、1976年から同地で灌漑管理所、工具工場の職員となった。大学入試再開後の1978年に浙江農業大学寧波分校（現：浙江万里学院）に入学、1982年に卒業。

### 浙江省
1983年に中国共産党員となり、地元の浙江省瑞安県の共青団委員会の初級幹部として政界入り。1984年に浙江省民政庁に入庁。その後、同庁農村救済処副処長、処長、副庁長を歴任した。1996年は金華市党委常務委員となり、永康市党委書記を兼務。1998年から同省政府弁公庁副主任、工商管理局長を経て、2002年に温州市に戻り、市党委書記に就任。
2005年から省党委常務委員（副部長級に相当）に選出され、いわゆる高級幹部の仲間入りした。また2004年から2012年までの約7年間に浙江省党委員会の秘書長（事務総長）の職を担当し、特に2007年までは当時の省トップ（省党委員会書記）の習近平氏に親しく仕えはじめた。
2011年から浙江省党委員会副書記、省政法委員会書記を歴任し、2012年12月から浙江省長を務めた。

### 江蘇省と上海市
2016年7月以降は隣接する江蘇省トップの党書記を務めた。2012年中国共産党第十八回全国代表大会（略:十八大）で候補委員となり、十八大七中全会において中央委員となり、そして2017年第十九回全国代表大会において中央政治局委員に選出され、トップ25の党指導部に入った。
2017年10月29日、最高指導部入り（トップ7）の韓正氏の後任として、上海市委書記を5年間務めた。2022年の春、国の「ゼロコロナ」政策を受けてロックダウンを余儀なくされた上海で、李は視察中に住民から抗議を受けて面罵される一幕もあった。

### 最高指導部
2022年10月の中国共産党第二十回全国代表大会において7人の最高指導部に入り、習近平総書記に次ぐ党内序列第2位となった。そのため、翌2023年3月に国務院総理に選出されることがほぼ確定。
2023年3月11日の全国人民代表大会全体会議では賛成2,936、反対3、棄権8票で国務院総理（首相）に選出された。同年6月23日には総理就任後初の外遊として、ドイツとフランスを公式訪問。オラフ・ショルツ首相やエマニュエル・マクロン大統領と両国の関係強化についての会談を行った。2023年11月から新設された中央金融委員会の主任を兼務。
2024年3月4日の婁勤倹報道官による記者会見で、歴代総理が行ってきた全国人民代表大会閉幕後の首相定例記者会見を、特段の事情がない限り任期中では行わないことが発表される。

## 学歴
1978年から1982年にかけて、浙江農業大学寧波分校農業機械科に在籍した。
1985年から1987年の間に中国社会学函授大学（社会人大学）で社会学に専攻した。
1995年から1997年の間に浙江大学大学院課程進修クラスの管理工程専攻で学んだ。
2001年から2004年の間に中央党校社会人院生コースの世界経済専攻で学んだ。
2003年から2005年の間に香港理工大学管理学院工商管理専攻で学び、経営管理修士号を取得。

## 人物・政策
故郷の温州市は商業風土が濃厚な地域として知られている。就任後の記者会見では若い時期から故郷の起業家精神に励まされていると自ら述べた。
浙江省副書記時代には対外友好協会の会長も兼務した。2012年に起きた反日デモを受け、9月に訪中した福井県の文化交流団の受け入れ体制が李の指示により、安全面を配慮する形で変更された。
習近平総書記への忠誠を貫徹しながらも、民間経済重視に定評があるとされている。浙江勤務時代からアリババ創業者のジャック・マー氏とは良好な関係にある。上海勤務時代では米テスラ社の工場誘致に力を注ぎ、総理就任後もイーロン・マスク氏と北京で会談を行った。
ジャーナリストの鄧聿文は歴代国務院総理の中で李は最高指導者からの独立性が小さく、習政権において総理の地位低下が起きていると述べた。